# Feel It All
Feel It All è un singolo della cantautrice britannica KT Tunstall, il primo estratto dal quinto album in studio Invisible Empire // Crescent Moon; venne pubblicato il 29 aprile 2013.

## Composizione
Il singolo, è stato registrato due volte. La prima versione è quella contenuta nell'album, che è stata descritta dalla Tunstall come più malinconica e triste. La seconda versione della canzone, denominata "Band Jam", è più gioiosa e carica ed è stata scelta per il video musicale e il passaggio in radio. In un primo momento, la Tunstall aveva pensato di inserire solo una delle due versioni nell'album, ma dopo vari ripensamenti ha deciso di tenere entrambe le versioni, e di pubblicare la versione "Jam Band" come primo singolo.
La prima versione contiene influenze più country e folk, con un ritmo più lento, mentre la seconda versione è influenzata più da suoni pop/folk, e un ritmo più veloce. La Tunstall ha descritto la canzone come "La canzone più personale di tutto l'album" e aggiunge "quella canzone è stata una vera e propria medicina per me.".

## Accoglienza
Feel It All ha ricevuto il plauso della critica da parte dei critici musicali. Un articolo francese apparso su Chartsinfrance ha descritto la canzone come "Sorprendente, ma molto intensa." paragonando la Tunstall ad artiste come Katie Melua e Leslie Feist. Il sito web hangout ha descritto la canzone come "Una stupenda traccia folk con un bellissimo video di accompagnamento."

## Promozione
Il singolo è apparso per la prima volta in radio durante il Ken Bruce Show (BBC Radio 2) il 29 aprile 2013, nella versione "Jam Band". Il 29 maggio, la Tunstall si è esibita con il singolo nel programma televisivo Later with ... Jools Holland. La canzone è stata eseguita in modalità acustica e con una chitarra elettrica solista.

## Video musicale
Il videoclip, diretto da Isaac Ravishankara e pubblicato il 29 aprile sul canale YouTube della cantante, mostra la Tunstall in riva ad un burrone che procede su una tavola di legno verso il vuoto.

## Tracce
Download digitale
1. Feel It All - Band Jam (Radio Edit) – 3:49